# TechnicAtome
TechnicAtome (Société technique pour l'énergie atomique) est spécialisée dans les réacteurs nucléaires compacts depuis plus de 50 ans. D'abord nommée Technicatome à sa création en 1972, puis Areva TA à partir de 2006, elle reprend son appellation d'origine, TechnicAtome, à sa sortie du groupe Areva en 2017.
Sa nouvelle identité visuelle autour du logo « TA », adoptée en janvier 2023, porte désormais le slogan : « Notre énergie pour le nucléaire ».
TA conçoit, réalise, met en service et maintient en conditions opérationnelles des réacteurs nucléaires compacts au service de la propulsion navale (pour les navires de la Marine Nationale), la recherche et la production d'énergie.
En 2023, TA compte près de 2 000 salariés répartis sur huit sites géographiques en France. Son siège social se trouve à Villiers-le-Bâcle, au cœur du pôle d'activités d'entreprises et universitaire de Paris-Saclay.

## Histoire

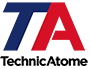
Logo de 2017 à 2023.

L’aventure de la société TechnicAtome débute à l’été 1972 lorsque le Commissariat à l'énergie atomique (CEA) crée sa première filiale avec près de 150 collaborateurs issus de son Département de construction des piles. Ils sont ensuite rejoints en 1974 par le Département de propulsion nucléaire du même CEA.
Ce Département de construction des piles avait conçu, réalisé et exploité le premier réacteur à eau pressurisée français, le Prototype à terre (PAT) à Cadarache. Ces pionniers de la propulsion nucléaire avaient pour mission de concevoir, fabriquer, et maintenir les réacteurs nucléaires des bâtiments de la Marine nationale. Dès 1974, Technicatome exploite la pile Azur, précédemment conçue par le CEA. Depuis sa création, TA a conçu et réalisé 19 chaufferies nucléaires pour les sous-marins et le porte-avions Charles de Gaulle de la Marine française.
A sa création en 1972, la « Société technique pour l'énergie atomique » prend le nom commercial de « Technicatome », jusqu'en 2006 où elle rejoint Areva, sous le nom commercial « Areva TA ». Le 30 mars 2017, Areva annonce la cession de sa participation majoritaire dans sa filiale Areva TA.
En 2023, le capital de TechnicAtome est détenu à 50,32 % par l'Agence des participations de l'État (APE), 20,32 % par Naval Group (ex-DCNS), 20,32 % par le CEA et 9,03 % par EDEV, filiale d'EDF.

## Activités

### Propulsion nucléaire navale
La société produit et assure la maintenance des réacteurs nucléaires de propulsion navale des sous-marins et des porte-avions de la flotte militaire française. Ceci concerne :
- la conception et le soutien des navires en service :
  - sous-marins nucléaires lanceurs d'engins (SNLE) :
    - classe Le Redoutable (retirés du service actif) ;
    - classe Le Triomphant (en service), réacteur K15 ;
    - classe SNLE 3e génération (en conception), réacteur K15

  - sous-marins nucléaires d'attaque (SNA) :
    - classe Rubis (en service), réacteur K48 ;
    - classe Suffren (en service), réacteur K 15 ;

  - porte-avions :
    - Charles de Gaulle (en service), réacteurs K15 ;
    - Porte-avions de nouvelle génération (en conception)[8], réacteur K22[9] ;
- les études des moyens océaniques futurs ;
- l'exploitation de réacteurs d'essais sur le site de Cadarache.

Avec les technologies de TechnicAtome, la France est l'un des trois seuls États au monde, avec les États-Unis et la Russie, à maîtriser l'ensemble de la technologie de la propulsion nucléaire navale.
TechnicAtome a démarré quatre réacteurs au cours des six années 2018-2023 et son carnet de commandes au  début 2024 comprend neuf chaufferies nucléaires : trois pour les trois derniers sous-marins d'attaque Barracuda, quatre pour la prochaine génération de sous-marins lanceurs d'engins SNLE 3G et deux pour le porte-avions qui succédera au Charles de Gaulle.

### Nucléaire civil
La société effectue pour le domaine civil l'ingénierie et la conception d'installations :
- réacteurs de recherche et de production de radioéléments comme actuellement la conception du réacteur Jules Horowitz en construction au centre d'études de Cadarache ;
- conception et réalisation de centres de recherches nucléaires, comme celui de la Mamoora au Maroc ou celui, interrompu, de Téhéran[a] ;
- conception de réacteurs électrogènes de type petit réacteur modulaire (PRM) ou de moyenne puissance[8] ;
- conception de réacteurs calogènes (projet Thermos) ;
- conception et réalisation de centre de traitement et stockage de déchets comme les centres de l'Aube et d'El Cabril en Espagne ;
- construction du réacteur d'essais à terre (RES) à Cadarache.

### Autres activités (Contrôle-commande transports)
La société a participé également à la réalisation d’équipements et de systèmes électroniques pour les transports, comme de la signalisation ferroviaire et des métros. C'est notamment le cas pour le CBTC Octys équipant les lignes 5 et 9 du métro de Paris où Technicatome était responsable des équipements à bord des trains. L'entreprise est intervenue également dans la conception et la construction des métros MF 01 du métro de Paris où elle était responsable de la conduite générale du projet (management de projet et gestion des interfaces entre les différents industriels impliqués) et de l'informatique de sécurité commandant les fonctions sécuritaires du train.
Cette activité Contrôle-commande transport a été cédé à Alstom en novembre 2014 ; l'entreprise spécialiste du ferroviaire ayant repris les salariés et les contrats du site d'Aix-en-Provence.

## Capital

### 1972-1993
- 90 % CEA
- 10 % EDF

### 1993-2001
- 65 % CEA
- 25 % Framatome
- 10 % EDF

### 2001-2017
- 83,5 % Areva[12]
- 10 % EDF
- 6,5 % DCNS

### 2017-Aujourd'hui
- 50,32 % Agence des participations de l'État[13]
- 20,32 % CEA
- 20,32 % Naval Group
- 9,03 % EDF

## Groupe et filiales
Elle compte comme filiale la société ARCYS, entreprise spécialisée dans l'électronique de pointe dont le siège social est basé à Blagnac (Toulouse, France) depuis 1975.
Dans le cadre de son recentrage stratégique, Areva TA décida de céder :
- sa filiale 01dB-Metravib. La cession a été effectuée le 27 décembre 2011[15] ;
- ses filiales Areva Risk Management Consulting SAS et Areva Risk Management Consulting Ltd à AREVA NP le 31 décembre 2013 ;
- sa filiale Technoplus Industries à Impala SAS le 1er août 2013[16] ;
- sa filiale Corys TESS à Areva NP le 31 décembre 2013[17] ;
- son activité contrôle commande transport à Alstom Transport le 31 octobre 2014[18] ;
- son activité de réalisation et de mise en œuvre de lignes d'assemblage d'équipements de taille importante pour l'aéronautique à AIP Aerospace le 30 novembre 2014[19].

A partir de 2024, la société TechnicAtome revoit sa politique vis-à-vis de ses besoins industriels et procède à plusieurs acquisitions de fournisseurs :
- en juillet 2024, elle s'associe à Framatome pour racheter la société Daher-Valves qui reprend son nom historique de Vanatome[20];
- en octobre 2024, elle rachète en collaboration avec Onet Technologies (70% des parts pour TA) la société Technoplus Industries[21];
- en mars 2025, elle s'associe une nouvelle fois à Framatome pour racheter la société Segault[22];

## Sites
- Son siège social se trouve à Villiers-le-Bâcle, au cœur de la grappe d'entreprises technologiques de Paris-Saclay.
- Saint-Paul-lès-Durance (Centre de Cadarache)
- Aix-en-Provence (Les Milles)
- Toulon
- Brest
- Cherbourg-en-Cotentin
- Bordeaux
- Nantes